# Ratufa indica
Ratufa indica — вид мишоподібних гризунів родини вивіркових (Sciuridae).

## Поширення
Цей вид є ендеміком Індії, де він відомий зі штатів Андхра-Прадеш, Чхаттісгарх, Гуджарат, Джхаркханд, Карнатака, Керала, Мадх'я-Прадеш, Махараштра і Тамілнад. Поширений на висоті 180—2300 м над рівнем моря.

## Опис
Забарвлення хутра Ratufa indica складається з двох або трьох кольорів. Це можуть бути кремово-бежевий, темно-жовтий, жовтувато-коричневий, коричневий або навіть темно-коричневий кольори. Нижня поверхня тіла і передні ноги кремові, голова може бути коричневою або бежевою, проте між вухами є відмітна біла пляма. Ratufa indica є одним з найбільших видів вивіркових. Довжина голови і тіла у дорослої тварини близько 36 см, хвіст же завдовжки до 61 см. Доросла особина важить близько 2 кг.

## Спосіб життя
Населяють вологі тропічні ліси. Більшу частину доби проводять на деревах. Активні в ранковий час і ввечері, в полудень підпочивають. Всеїдні, харчуються фруктами, квітами, горіхами, корою дерев, яйцями птахів і комах. Роблять це стоячи на задніх лапах, використовуючи передні лапи для обробки їжі, а свій великий хвіст використовують як противагу, для кращого балансу.
Перебираючись з дерева на дерево, в стрибку можуть долати відстань понад 6 м. Рідко покидають дерева, як правило, тільки під час сезону розмноження.

### Розмноження
Про шлюбну поведінку цієї тварини відомо мало. Самці активно конкурують за самиць під час шлюбного сезону і, вибравши для себе партнерку, можуть залишатися в парі протягом тривалого періоду часу. Репродуктивна поведінка також вивчена погано. Існує ряд доказів, що розмноження відбувається протягом року, або кілька разів на рік. Вагітність самиці триває від 28 до 35 днів. У виводку, як правило, буває один або два дитинчати, але може бути і більше трьох. Самиця знаходиться поруч з малюками до тих пір, поки вони не покидають гніздо і не починають харчуватися самостійно.